# Madison S. Perry

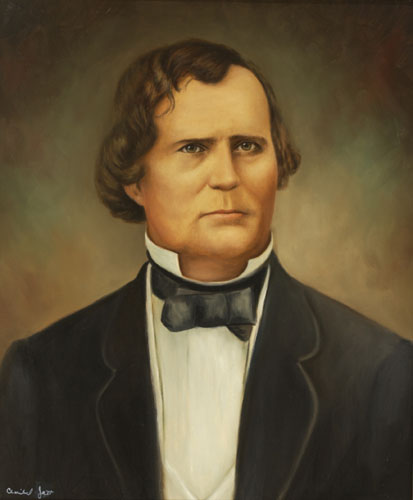
Madison S. Perry

Madison Starke Perry (*  1814 im Lancaster County, South Carolina; † 1. März 1865 in Rochelle, Florida) war ein US-amerikanischer Politiker und von 1857 bis 1861 der 4. Gouverneur von Florida.

## Frühe Jahre und politischer Aufstieg
Madison Perry wurde 1814 in South Carolina geboren. Er besuchte die Franklin Academy in Lancaster, ehe er im Jahr 1845 nach Florida zog. Dort wurde er schon bald ein bedeutender Plantagenbesitzer, deren Interessen er auch in der Öffentlichkeit vertrat. Auf Grund seiner rhetorischen Begabung und seines Einsatzes für die Pflanzer wurde er im Jahr 1849 in das Repräsentantenhaus von Florida und ein Jahr später in den Staatssenat gewählt. Sein politischer Aufstieg setzte sich mit seiner Wahl zum Gouverneur von Florida im Jahr 1857 fort.

## Gouverneur von Florida
Seine vierjährige Amtszeit begann am 5. Oktober 1857 und endete am 7. Oktober 1861. Er war der letzte Gouverneur Floridas vor und der erste Gouverneur während des Bürgerkriegs. In der Zeit vor dem Krieg wurde das Eisenbahnnetz des Landes ausgebaut, einige neue Countys wurden gegründet und ein langwieriger Grenzstreit mit Georgia wurde beigelegt. Perry sah bereits im Jahr 1858 die Möglichkeit eines drohenden Krieges. Aus diesem Grund wurde die zwischenzeitlich deaktivierte Miliz wieder ins Leben gerufen. Unter dem Eindruck der nationalen Ereignisse in den Vereinigten Staaten am Vorabend des Bürgerkriegs, nämlich der Wahl von Abraham Lincoln zum US-Präsidenten im November 1860 und dem erfolgten Austritt von South Carolina aus der Union einen Monat später, entschloss sich auch Florida unter Perrys Führung am 11. Januar 1861 die Union zu verlassen, welcher der Staat erst am 3. März 1845 beigetreten war. In den letzten Monaten seiner Amtszeit schloss sich Florida den Konföderierten Staaten an und Perry unterstützte deren Kriegsanstrengungen. Dazu gehörten die Stellung von Soldaten für die Armee und die Lieferung von Lebensmitteln und anderen Nachschubmaterialien.

## Weiterer Lebensweg
Nach dem Ende seiner Amtszeit im Oktober 1861 zog sich Perry aus der Politik zurück. Im Jahr 1862 wurde er Oberst eines Freiwilligenregiments aus Florida. In dieser Funktion verblieb er bis zum 30. April 1863, als er wegen gesundheitlicher Probleme seinen Abschied einreichte. Er starb zwei Jahre später im März 1865 in seinem Heimatort Rochelle. Er war mit Martha Peay Starke verheiratet, mit der er zwei Kinder hatte.